# Anthony Ashley Cooper, 1:e earl av Shaftesbury
Anthony Ashley Cooper, 1:e earl av Shaftesbury, född 22 juli 1621 i Wimborne (Dorsetshire), död 21 januari
1683 i Amsterdam, var en engelsk statsman. Cooper grundade Whigpartiet, och förmådde John Locke att skriva en författning åt den amerikanska kolonin Carolina (numera North och South Carolina) som han hade fått i förläning. Han var farfar till Anthony Ashley Cooper, 3:e earl av Shaftesbury.

## Biografi
Anthony Ashley Cooper var son till Sir John Cooper, 1:e baron av Rockbourne i Hampshire, och Anne Ashley, dotter och ensam arvinge till Sir Anthony Ashley, 1:e baron av Wimborne St Giles i Dorset, (död 1628). Föräldrarna avled när han var liten, och han blev därför 1631, vid tio års ålder, 2:e baron av Rockbourne efter sin far. Han studerade vid universitetet i Oxford och vid Lincoln's Inn.
Trots att han var omyndig fick han redan 1640 säte i underhuset, men försöket att få honom invald i "långa parlamentet" samma år blev inte godkänt. Vid engelska inbördeskriget utbrott tog han till en början parti för Karl I av England, men övergav denne 1644 och deltog sedan i kriget, fram till 1646 på parlamentets sida. 1653-1659 var han en inflytelserik medlem av de olika parlamenten samt 1653-1654 och 1659 även av statsrådet ("the council of state"). Från 1654 var han i ständig opposition mot Oliver Cromwell. 
Han anslöt sig 1659-1660 till planerna på att åter tillsätta Stuartarna vid makten och efter Karl II:s återkomst åtnjöt han dennes gunst och blev 1661 peer med titeln baron Ashley av Wimborne St Giles i Dorset. Samma år utnämndes han till skattkammarkansler och 1667 till medlem av finansstyrelsen, som han kort därefter blev ledare för. På denna post fungerade han som en skicklig finanspolitiker och gjorde även värdefulla insatser kring handhavandet av de brittiska kolonierna. 1663 erhöll han exempelvis den amerikanska kolonien Carolina i förläning och på hans begäran lät han vännen och filosofen John Locke 1669 utforma kolonins  författning, som bland annat krävde full religionsfrihet. 
Jämte sin dåvarande bundsförvant Buckingham blev Cooper 1670 en av de fem medlemmarna i den egendomliga ministär som fick namnet "kabalen". Då Karl II avslöt Doverfördraget med Ludvig XIV, lät han emellertid kabalens protestantiske medlemmar förhandla om och underteckna ett skenfördrag och dolde på detta sätt för dem det äkta fördragets bestämmelse, att konungen skulle verka för katolicismens införande i England (1670-71). För det övriga av Doverfördraget med vad därav följde, sålunda även för kriget med Nederländerna, bär emellertid Cooper medansvaret, och - i enlighet med sin konsekventa strävan för religionsfrihet - försvarade han även indulgensförklaringen 1672, som dispenserade från lagarna mot dissenters. Som belöning för dessa tjänster upphöjde Karl honom samma år till earl av Shaftesbury. 
Redan 1673 följde emellertid en brytning med hovet och Coopers avsked från ställningen som minister. Med år 1674 började Cooper sin bana som en av de djärvaste och farligaste oppositionsledare England känt. Han satte genast i gång en häftig agitation mot den nye ledande ministern lord Danbys högkyrkliga politik och för en upplösning av det sedan 1660 bestående parlamentet, härvid frikostigt understödd av franska subsidier. Hovet gjorde å sin sida allt för att komma Cooper och hans vänner till lifs, uppsköt gång på gång parlamentets sammanträden och förmådde i början av 1677 överhuset att fängsla Cooper för ett förment angrepp på kungens prerogativ; Cooper måste sedan stanna som fånge i Towern till början av 1678. 
Men därefter började hans glansperiod. Vid denna tid utbröt en allmän skräck i England för en katolsk sammansvärjning under ledning av kungens maka och broder (den så kallade "popish plot"), och genom falska vittnen blev en mängd personer dömda till döden för delaktighet häri. Cooper gjorde allt för att hetsa och egga vittnena och massorna (särskilt Londons underklass, som var hans förnämsta stöd), genomdrev 1678 att katolikerna uteslöts från parlamentet med mera. I slutet av 1678 störtades Danby, i början av 1679 upplöstes parlamentet, och en stor seger följde för det parti Cooper skapat och som nu började få namnet whigs. Kungen närmade sig då skenbart oppositionen och gjorde Cooper till president i det omorganiserade statsrådet ("privy council"), men utan att ge honom något verkligt inflytande. 
Å sin sida ändrade inte heller Cooper hållning, utan anslöt sig till och med till planen att uppsätta Karls oäkta son hertigen av Monmouth som tronföljare i stället för kungens katolske bror hertigen av York (sedermera Jakob II). Detta ledde till parlamentets upplösning och Coopers avsked (1679), men dessförinnan hade Cooper fått den ytterligt viktiga habeas-corpus-akten antagen. Hans våldsamhet var i ständigt tilltagande - särskilt höll han London i jäsning - men 1680 förkastade överhuset definitivt förslaget om att utesluta hertigen av York från tronföljden. De nya valen till underhuset 1681 utföll visserligen ånyo till whigpartiets förmån, men Karl hade nu fått subsidier från Frankrike och blev därigenom oberoende av parlamentet, som på nytt upplöstes. Coopers hela makt störtade nu samman. Han häktades i juli 1681; visserligen lyckades regeringen ej få honom dömd för högförräderi, men genom en våldsam omstöpning av städernas, särskilt Londons, självstyrelse (1682) berövade den honom hans sista stöd. Liksom de övriga whigledarna började han då tänka på en väpnad resning, och han torde ej heller ha varit okunnig om planen att mörda de kunglige bröderna (den så kallade Ryehousekomplotten). 
Men misstrodd av alla, även av sina partikamrater, sjuk och övergiven, miste han modet och flydde i slutet av 1682 till Nederländerna, där han kort därefter dog, medan planens övriga ledare fängslades och avrättades. 
Cooper var, skriver Nordisk familjebok, sannolikt den engelska restaurationens största statsmannabegåvning, med ett djup i planerna, som varken samtid eller eftervärld lyckats fullt pejla. Men i en ovanligt fördärvad tid överträffade han alla i falskhet och slughet, och han åtnjöt därför ingens förtroende. Som ledare på en gång av massorna och av politikerna i parlamentets bägge hus förebådar han både demagogen och den parlamentariske partiledaren samt vältalaren under en senare tid. 
Whigpartiet kan anses som hans skapelse, och särskilt genom en politisk klubb ("the green ribbon club") i London skapade han formerna för 1700-talets politiska krigföring i England.